# Iconoclasta (banda)
Iconoclasta es una banda mexicana de música progresiva formada en la Ciudad de México en 1980. Sus integrantes originales eran Ricardo Moreno (compositor y guitarrista), Rosa Flora Moreno (teclados), Nohemí D’Rubín (bajo), Víctor Baldovinos (batería) y Ricardo Ortegón (guitarra) y en los últimos años se integró la virtuosa bajista y vocalista Greta Silva.
Han mezclado la música clásica, la electrónica y el jazz con el rock, añadiendo ritmos tradicionales mexicanos como el son. Fundaron su propio sello discográfico “Discos Rosenbach” debido a la falta de apoyo de las casas discográficas comerciales. Esto les permitió desarrollar su creatividad al máximo y componer música progresiva, sin avenirse a las restricciones consumistas impuestas por la industria disquera. Hacia esa meta, el grupo trabajó arduamente, estudiando, ensayando y dando conciertos durante tres años, y al mismo tiempo componiendo y depurando lo que sería la música de su primer LP.

## Discografía

### Álbumes de estudio
- Iconoclasta (1983)
- Reminiscencias (1985)
- Suite Mexicana (EP) (1987)
- Soliloquio (1987)
- Adolescencia Crónica (1989)
- En Busca de Sentido (1989)
- La Reencarnación de Maquiavelo (1992)
- De Todos Uno (1994)
- La Granja Humana (2000)
- Resurrección (2009)
- Movilidad (2013)
- Alter Ego (2023)

### En vivo
- Iconoclasta En Concierto (1991)
- Live In France (2002)

### Recopilaciones
- Siete Años (1988)
- Trece Años (1996)